# Lanús
Lanús  é uma cidade localizada na província de Buenos Aires, situada na zona sul da Grande Buenos Aires. É a sede do Partido de Lanús e é também a cidade mais populosa deste partido, com 212.152 habitantes de acordo com o censo de 2010. Está dividida em duas localidades: Lanús Este e Lanús Oeste.   
Lanús é a cidade natal de Diego Maradona, que cresceu no bairro pobre de Villa Fiorito na vizinha cidade de Lomas de Zamora.

## Estrutura urbana

### Esporte
A cidade de Lanús abriga uns dos times de futebol do Campeonato Argentino de Futebol, o Club Atlético Lanús.